# Itch.io
itch.io est un site web (de type marché en ligne) qui permet aux créateurs indépendants (ou amateurs) de jeux vidéo d’héberger, distribuer et vendre leurs productions. Le site propose plus de 180 000 jeux vidéo en septembre 2019.
Il propose aussi de participer à des game jams en ligne. Ce sont des événements où plusieurs développeurs ou groupes de développeurs doivent s'affronter pour créer le meilleur jeu vidéo. Elles se déroulent très souvent sur une période très courte et un thème donné. Celles-ci permettent aux développeurs d'améliorer leur niveau.
Des éditeurs professionnels ou auteurs amateurs utilisent également le site pour mettre à disposition des livres sous format électronique, comme des bandes dessinées ou des jeux de rôles, d'autres types de fichiers à imprimer, comme des jeux de cartes ou de plateau, ou encore de la musique, etc. Le site propose des rubriques dédiées à ces media: jeux physiques, comics, bandes sonores, etc.
Le 8 décembre 2024, le site web itch.io a été rendu inaccessible pendant quelques heures à la suite d'un signalement de la marque Funko pour infraction de propriété intellectuelle. Le site web a annoncé sur ses réseaux sociaux que cela était dû à "un logiciel de protection de pacotille alimenté par l'IA" utilisé par la marque pour dénoncer le site à son registrar, qui a alors désactivé le domaine.

## Application
Tout comme GOG.com, la boutique itch.io propose un gestionnaire de jeu, qui n'est pas obligatoire : un logiciel pour ordinateur de bureau nommé itch, permettant d’installer, mettre à jour et lancer les jeux, disponible pour GNU/Linux, macOS et Windows. Le code source de l’application est disponible publiquement sur la plateforme de gestion de version GitHub.